# 中间骨牌蕨
中间骨牌蕨（学名：Lepidogrammitis intermedia）为水龙骨科骨牌蕨属下的一个种。其种加词“intermedia”意为“中间的”。